# Hemigrapha atlantica
Hemigrapha atlantica är en svampart som beskrevs av Diederich & Wedin 2000. Hemigrapha atlantica ingår i släktet Hemigrapha och familjen Parmulariaceae.   Inga underarter finns listade i Catalogue of Life.